# Pia Ravenna
Pia Ravenna, egentligen Hjördis Sophie Tilgmann, född 25 oktober 1894 i Helsingfors, död 19 oktober 1964 i Helsingfors, var en finländsk operasångerska (koloratursopran) och sångpedagog. Med en i Finland ovanlig italiensk koloratur, rönte Ravenna mycken popularitet och erhöll internationellt erkännande för sin stilfulla tolkningsförmåga. Hon var syster till sångaren och illustratören Arnold Tilgmann.

## Biografi
Ravenna var dotter till affärsmannen Herman Hildor Tilgmann och Alma Mathilda Sjöblom. Mellan 1910 och 1915 bedrev hon sångstudier hos Elin Fohström i Helsingfors. Under den tiden examinerades hon från flickskolan 1911 och debuterade i Helsingfors 1913. 1916–1917 studerade hon för Fohströms syster, Alma Fohström, i Sankt Petersburg. Det var under tiden i Ryssland som artistnamnet tillkom; Pia var hennes smeknamn som liten och efternamnet tog hon efter den italienska staden Ravenna.
Återkommen till Finland debuterade hon 1917 på Finska operan, sedermera Finlands nationalopera, i Barberaren i Sevilla. Därefter följde studier i Sverige 1917–1919 och i Milano 1919–1921 för Federico Corrado. Hon konserterade framgångsrikt i Köpenhamn 1919 och 1920, företog en turné i Norge 1919 och gav mellan 1921 och 1923 årligen konserter i Egypten. Hon var mycket uppskattad vid operan i Kairo, och inbjöds även 1921 att gästspela som Musetta i La Bohème och Urbain i Hugenotterna på operan i Monte Carlo. I Italien vistades hon mellan 1923 och 1925 och rönte särskild popularitet på Teatro Regina i Parma. 1923–1924 gästspelade Ravenna i Sardinien och 1924–1928 i Centraleuropa, varvid hon 1927 fick tillfälle att uppträda på operan i Budapest och ge konserter i Berlin.
Väl hemma igen anställdes hon 1928 vid Nationaloperan och var där verksam fram till 1940. 1929–1933 hade hon också engagemang vid Svenska Teatern i Helsingfors. Hennes mest uppskattade koloraturroller var som Gilda i Rigoletto, Violetta i La traviata, titelrollen i Lucia di Lammermoor, Adina i Kärleksdrycken och Amina i Sömnsångerskan. Ravenna gifte sig 1924 med sångaren Alessio Costa och makarna öppnade 1929 en sångskola i Helsingfors kallad Studio Ravenna-Costa. Sonen Alf Rurik föddes 1934 och äktenskapet upplöstes 1950. Mellan 1936 och 1939 var Ravenna sånglärare vid Helsingfors musikkonservatorium, nuvarande Sibelius-Akademin. Sedan 1938 drev hon en egen sågstudio i Helsingfors. 1951 gav hon sin avskedskonsert.
Privat var Ravenna litteraturintresserad och sysslade med trädgårdsskötsel och filateli. 1924–1929 gjorde hon grammofoninsjungningar i Berlin, bland annat för Parlophone, och utgav 1948 memoarboken Gästspel i Egypten. Enligt egna beräkningar hade hon under sin karriär givit 400 konserter och gjort lika många operaframträdanden.